# Antennablennius hypenetes
Antennablennius hypenetes és una espècie de peix de la família dels blènnids i de l'ordre dels perciformes.

## Morfologia
- Els mascles poden assolir 6,5 cm de longitud total.[1][2]

## Reproducció
És ovípar.

## Hàbitat
És un peix marí de clima tropical.

## Distribució geogràfica
Es troba a les costes de la Península Aràbiga des del nord del Mar Roig fins al Golf Pèrsic.